# Notorynchus cepedianus
El tiburón vaca de hocico corto, gatopardo,tiburón moteado, tollo pinto o tiburon de siete agallas (Notorynchus cepedianus) es la única especie del género Notorynchus, de la familia Hexanchidae. Se caracteriza por ser, junto a Heptranchias perlo, una de las dos únicas especies de tiburón que tienen siete branquias. Ambas pertenecen al orden de Hexanchiformes.
Los adultos llegan a los 3 metros de largo y su coloración es gris con marrón y con manchas. Tiene una sola aleta dorsal, sostenida con una cresta en el lomo. La boca está equipada con cientos de dientes pequeños. Para cazar tiburones, rayas, peces, focas. Es tiburón demersal que vive en las aguas templadas de varias partes del  mundo, con una rango de profundidad de 0-570 m. Este tiburón es ovovivíparo tiene un período de gestación de 12 meses, con un ciclo que se cree que es bianual, y da a luz a aproximadamente 80 crías de 40-53 cm.
La especie sueñe aprovechar las corrientes cálidas de Brasil para dirigirse hacia aguas frías en la Patagonia. Precisamente, en la localidad de Playa Unión se registró el único ataque mortal hacia un humana en 1973.

## Hábitat
El tollo pinto se distribuye en los océanos atlántico sur e Indo-Pacífico.

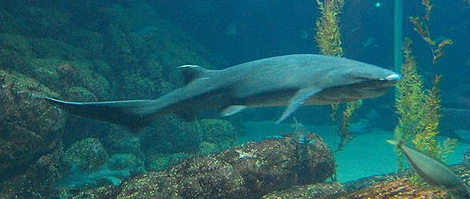
Tiburón vaca en el acuario de Monterrey.

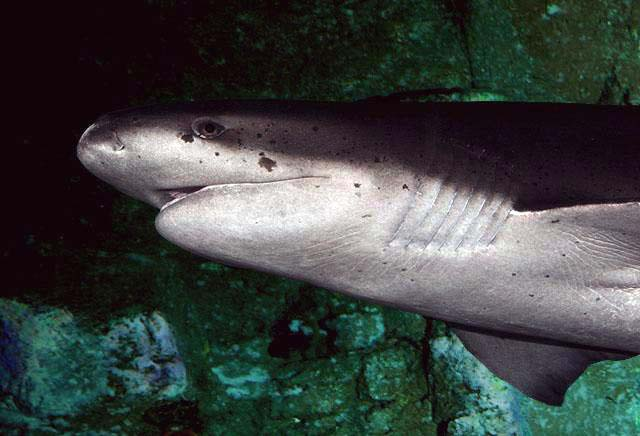
Parte frontal incluyendo las 7 branquias
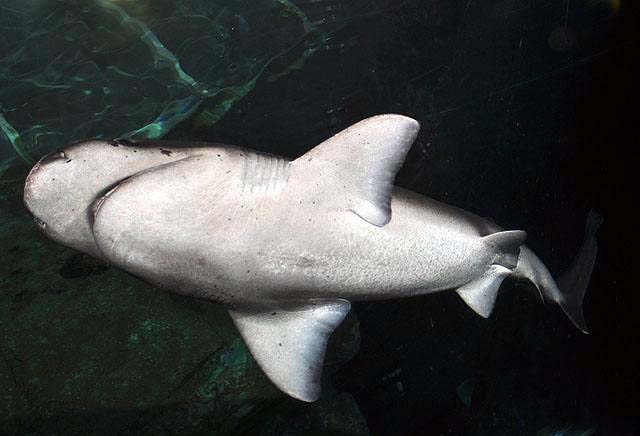
vista desde abajo